# Живі (фільм)
«Живі» — український документальний фільм режисера Сергія Буковського. Прем'єра фільму відбулася у столичному Будинку кіно 21 листопада 2008 року.

## Сюжет
Вони були дітьми, коли у їх батьків одібрали все. Селян, що жили і працювали на найродючіших у світі ґрунтах, було віддано на поталу голоду й повільної смерті. З тих, хто уцілів, формували армію рабів… Лише тепер ці люди оповідають про пережите. Про те, як їх батьків погнали у «світле майбуття». Як забирали останнє. Як вимирали села. Як вони лишилися жити… «Краще б ми не народжувалися…», — говорить один із свідків.
Трагедію Голодомору вплетено в сюжет світової драми початку 1930-х: параліч економіки у США, прихід до влади Гітлера в Німеччині, війна більшовицького уряду, очолюваного Сталіним, із селянством. Останнє боронило приватну власність й відтак мусило або визнати свою поразку, або умерти. Та у 1933-му їх позбавили найменшої можливості вибору. Разом з тим вирішувалося і завдання покінчити з націонал-комунізмом і будь-якими проявами самостійної національної політики. В Україні 1920-х її зреалізовано найпослідовніше, так само «послідовно» й жорстоко її придушили.
Своєрідним провідником у фільмовій мандрівці пеклом історії виступає британський журналіст Гарет Джонс, чия правда про трагедію українців не була почута на Заході. Уряди багатьох країн виявили байдужість до чужої біди. Хоча ситуацію в Україні знали добре — про це свідчать оприлюднені у фільмі документи… Свідчення людей, що пережили голодний морок, переплітаються у фільмі з щоденниковими записами, які робив Джонс під час поїздки в Україну у березні 33-го.

## Фестивальні нагороди
- «Живі» нагороджено «Срібним абрикосом» на Єреванському МКФ,
- «Ґран-прі Женева-2009» Міжнародного форуму MEDIAS «Північ-Південь» у Женеві, спеціальним призом журі Міжнародного фестивалю артгаузного кіна в Батумі, Грузія.
- Також включено до офіційної програми МКФ «Камерімидж» у Лодзі, Польща (28 листопад — 5 грудня, 2009) та МКФ «Тисяча один», Стамбул, Туреччина (грудень, 2009).